# Os Carbonos
Os Carbonos é um grupo brasileiro formado no início da década de 1960, em São Paulo. Considerados pioneiros em covers de sucessos internacionais, acompanharam também diversos artistas de sucesso, como Roberto Carlos, Morris Albert, Terry Winter, Gilliard, Nelson Ned, Jessé, Zezé Di Camargo & Luciano, Paulo Sérgio e Gal Costa. Já foi alegado que o conjunto teria gravado cerca de 50 mil canções, número que superaria o recorde comprovado da cantora indiana Asha Bhosle.
De meados da década de 1960 até o final da década de 1980, foram o grupo de estúdio mais atuante de São Paulo, trabalhando para diversos selos, tocando jingles para comerciais e lançando ainda cerca de 40 álbuns próprios, utilizando pseudônimos. Os irmãos Carezzato (Raul, Beto e Mário) são sobrinhos dos Trigêmeos Vocalistas, trio vocal formado em 1937. Em 2019, o grupo foi homenageado pelo programa Conversa com Bial, da Rede Globo, e tornou-se tema do quarto episódio da série História Secreta do Pop Brasileiro.

## História

### Formação e fase "Os Quentes"
Desde o início, o grupo sempre envolveu os irmãos Mário, Raul, Beto, sendo o primeiro nascido em 1941 e interessado em música clássica e os outros dois, gêmeos, cinco anos mais novos e mais voltados ao rock.
Após se juntarem ao guitarrista "Ricardão" Fernandes de Morais e ao baixista/guitarrista Igor Edmundo, ambos amigos dos irmãos, gravaram um compacto sob o nome Os Quentes. Em seguida, entrou na formação o baterista Antônio Carlos de Abreu.
Um dia, a gravadora Beverly encomendou um disco de regravações de sucessos nacionais e internacionais do momento. Sem consultar o grupo, o selo os rebatizou como "Os Carbonos", e os membros só descobriram ao caminhar pelo centro de São Paulo e ver as propagandas do lançamento.

### Era "Os Carbonos"
O grupo seguiu gravando discos de covers de sucessos com seu novo nome. A popularidade chegou a um ponto em que eles faziam suas versões antes mesmo das originais serem comercializadas no Brasil; isso era feito por meio de produtores que subornavam as gravadoras para obterem os discos de acetato a partir dos quais as cópias eram criadas para futura comercialização.
Na mesma época, a Beverly apostou em Marco Carezzato e o lançou como um cantor italiano de nome Mario Bruno, que regravava sucessos do país europeu. Em 1970, iniciaram a série Supererótica, com músicas de cunho sexual. Os discos eram voltados para o público maior de 18 anos e foram lançados sob o nome Magnetic Sounds.
Cansados da vida de turnês, decidiram focar apenas em trabalhos de estúdio como músicos contratados.
Em 1978, gravaram um medley de canções dos Bee Gees para a trilha sonora da novela Dancin' Days, da Rede Globo. O medley, cantado pelas Harmony Cats, impressionou muitas pessoas na época pela fidelidade ao som original.
Em 1980, gravaram e lançaram, pela Continental Records, um disco de covers da trilha sonora internacional da novela Água Viva, também da Globo. As versões eram tão fiéis às originais que o público sequer percebia a diferença, o que começou a prejudicar as vendas da trilha sonora oficial. A Som Livre, que pertencia à Globo e lançara a trilha da novela, ameaçou tirar os artistas da Continental dos programas da emissora caso a venda do disco de regravações não fosse suspensa, o que foi acatado pela concorrente.

### Trabalhos pós-Carbonos dos ex-integrantes
Dos três ex-integrantes d'Os Carbonos, dois morreram (Igor foi atropelado e Ricardão sofreu um AVC em meio a uma turnê com Amado Batista) e o restante, Antônio, foi trabalhar com o irmão, Silvio de Abreu.

## Integrantes
- Mário Bruno Carezzato (São Paulo, 1942) - teclados
- Umberto "Beto" Carezzato Sobrinho (São Paulo, 1946) - baixo
- Raul Carezzato Sobrinho (São Paulo, 1946) - vocal

Ex-integrantes
- Ricardo Fernandes de Morais (São Paulo, ?) - guitarra
- Antônio Carlos de Abreu (São Paulo, 1946) - bateria
- Igor Edmundo (Guatemala, ?) - baixo e guitarra

## Discografia
Abaixo, a lista de álbuns lançados pelo conjunto Os Carbonos:
| Ano  | Gravadora  | Título                                     | Formato  |
| ---- | ---------- | ------------------------------------------ | -------- |
| 1967 | Beverly    | As 12 Mais da Italianas                    | LP       |
| 1967 | Beverly    | As 12 Mais da Juventude                    | LP       |
| 1967 | Beverly    | As 12 Mais da Juventude, Vol. 2            | LP       |
| 1968 | Beverly    | As 12 Mais da Italianas, Vol. 2            | LP       |
| 1968 | Beverly    | As 12 Mais da Juventude, Vol. 3            | LP       |
| 1968 | Beverly    | As 12 Mais da Parada (instrumental)        | LP       |
| 1968 | Beverly    | Os Carbonos                                | compacto |
| 1968 | Beverly    | Os Carbonos                                | compacto |
| 1969 | AMC        | As 12 Mais da Juventude, Vol, 4            | LP       |
| 1969 | AMC        | Meu Amor por Você                          | LP       |
| 1970 | AMC        | Os Carbonos                                | LP       |
| 1970 | AMC        | 10 Super Sucessos (instrumental)           | LP       |
| 1970 | Copacabana | Super Erótica (The Magnetic Sounds)        | LP       |
| 1971 | Copacabana | Super Erótica, Vol 2 (The Magnetic Sounds) | LP       |
| 1971 | AMC        | Os Carbonos                                | LP       |
| 1971 | AMC        | Os Carbonos (instrumental)                 | LP       |
| 1972 | AMC        | Os Carbonos                                | LP       |
| 1973 | AMC        | Os Carbonos, Vol 13                        | LP       |
| 1973 | AMC        | Os Carbonos, Vol 13 (instrumental)         | LP       |
| 1973 | AMC        | Só Samba                                   | LP       |
| 1974 | Beverly    | Os Carbonos                                | compacto |
| 1976 | AMC        | Os Carbonos                                | LP       |
| 1976 | Beverly    | Os Carbonos                                | compacto |
| 1977 | Beverly    | Os Carbonos                                | compacto |
| 1977 | Beverly    | Os Carbonos                                | compacto |
| 1981 | Copacabana | Os Carbonos                                | compacto |